# Ialînivka, Oleksandria
Ialînivka (în ucraineană Ялинівка) este un sat în comuna Cervona Kameanka din raionul Oleksandria, regiunea Kirovohrad, Ucraina.

## Demografie
Componența lingvistică a localității Ialînivka
     Ucraineană (96,38%)
     Rusă (3,62%)
Conform recensământului din 2001, majoritatea populației localității Ialînivka era vorbitoare de ucraineană (96,38%), existând în minoritate și vorbitori de rusă (3,62%).